# Südhimmel

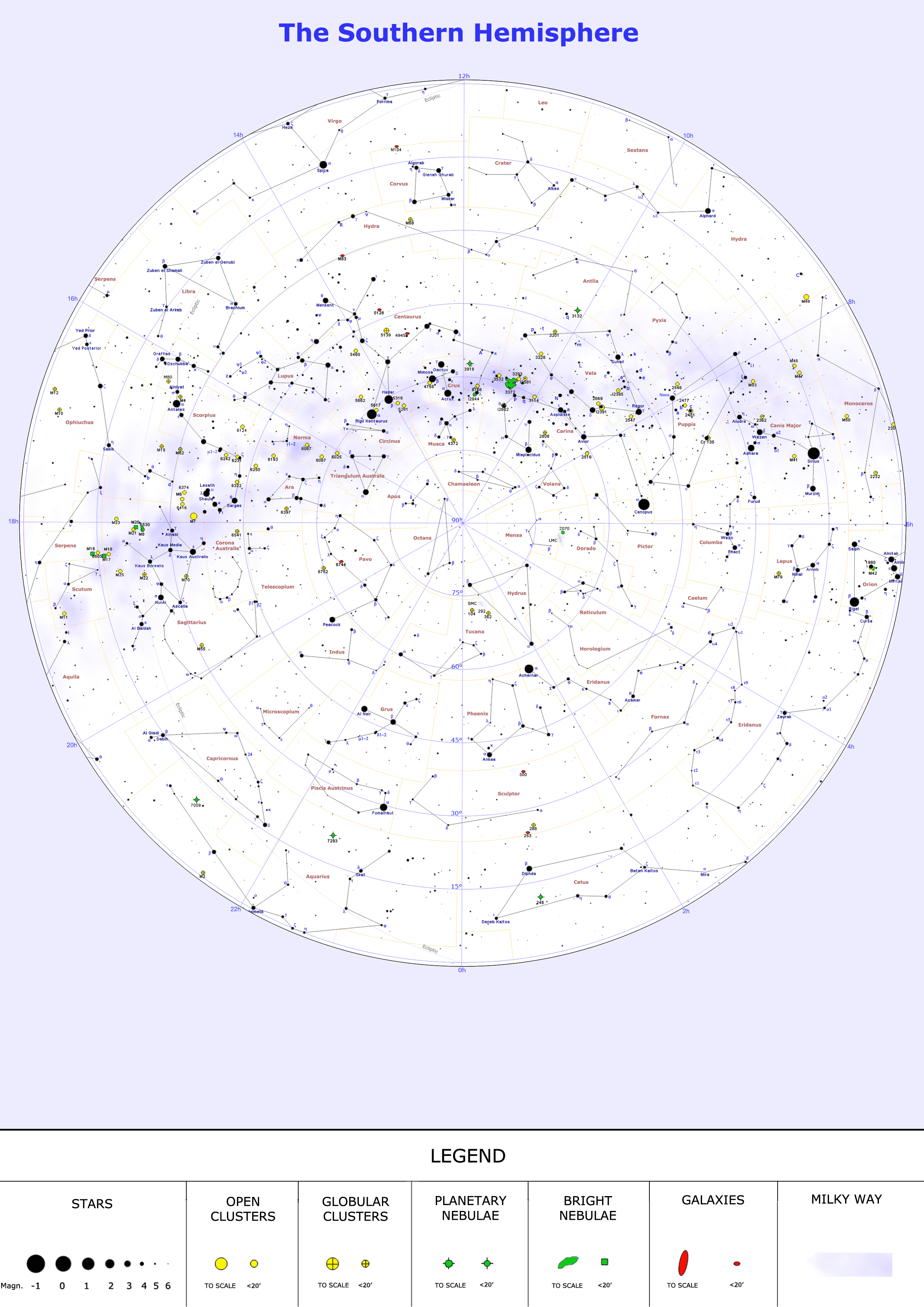
Südliche Hemisphäre des Sternenhimmels

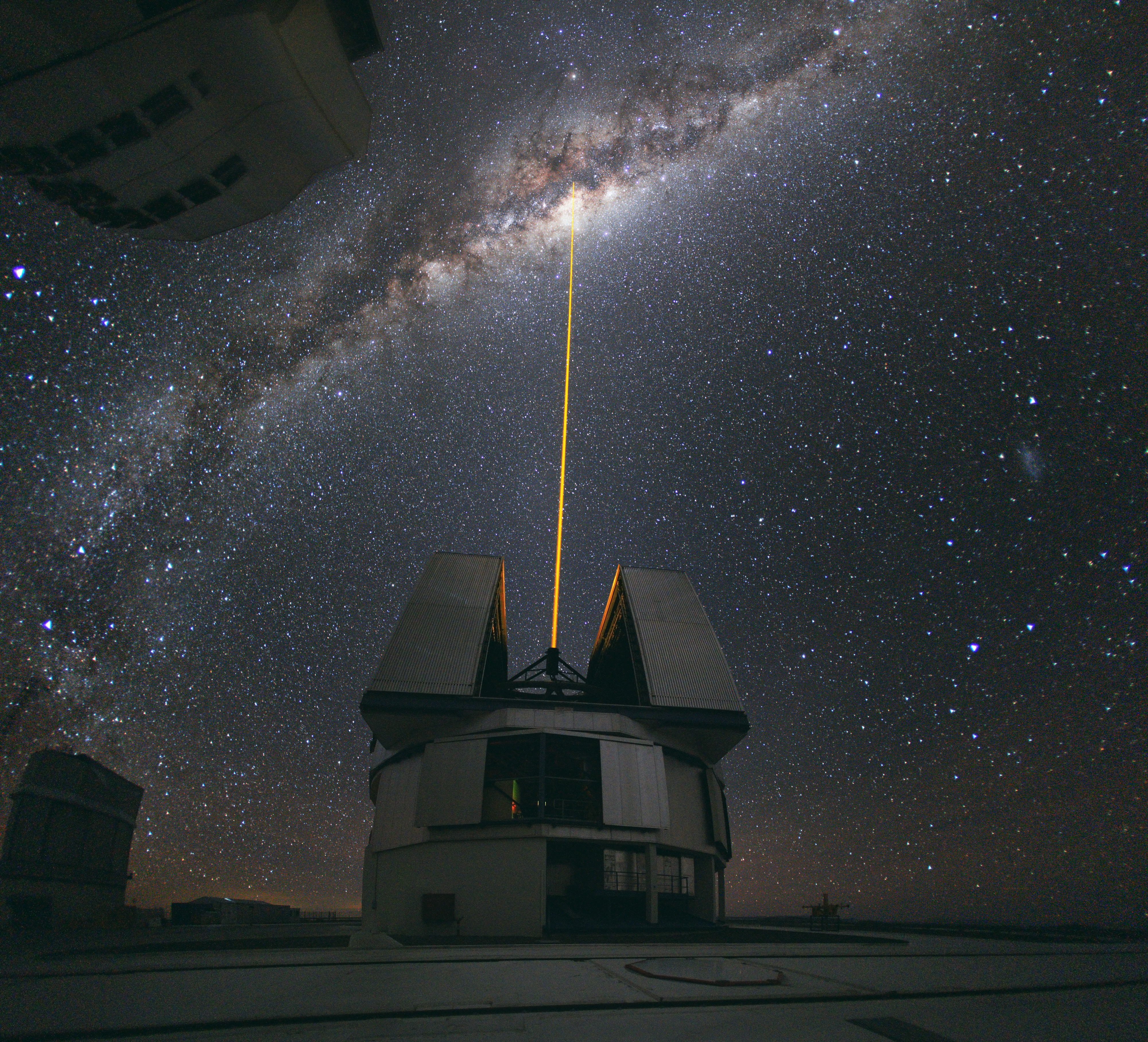
Zentrum der Milchstraße – beobachtet am Paranal-Observatorium in Chile

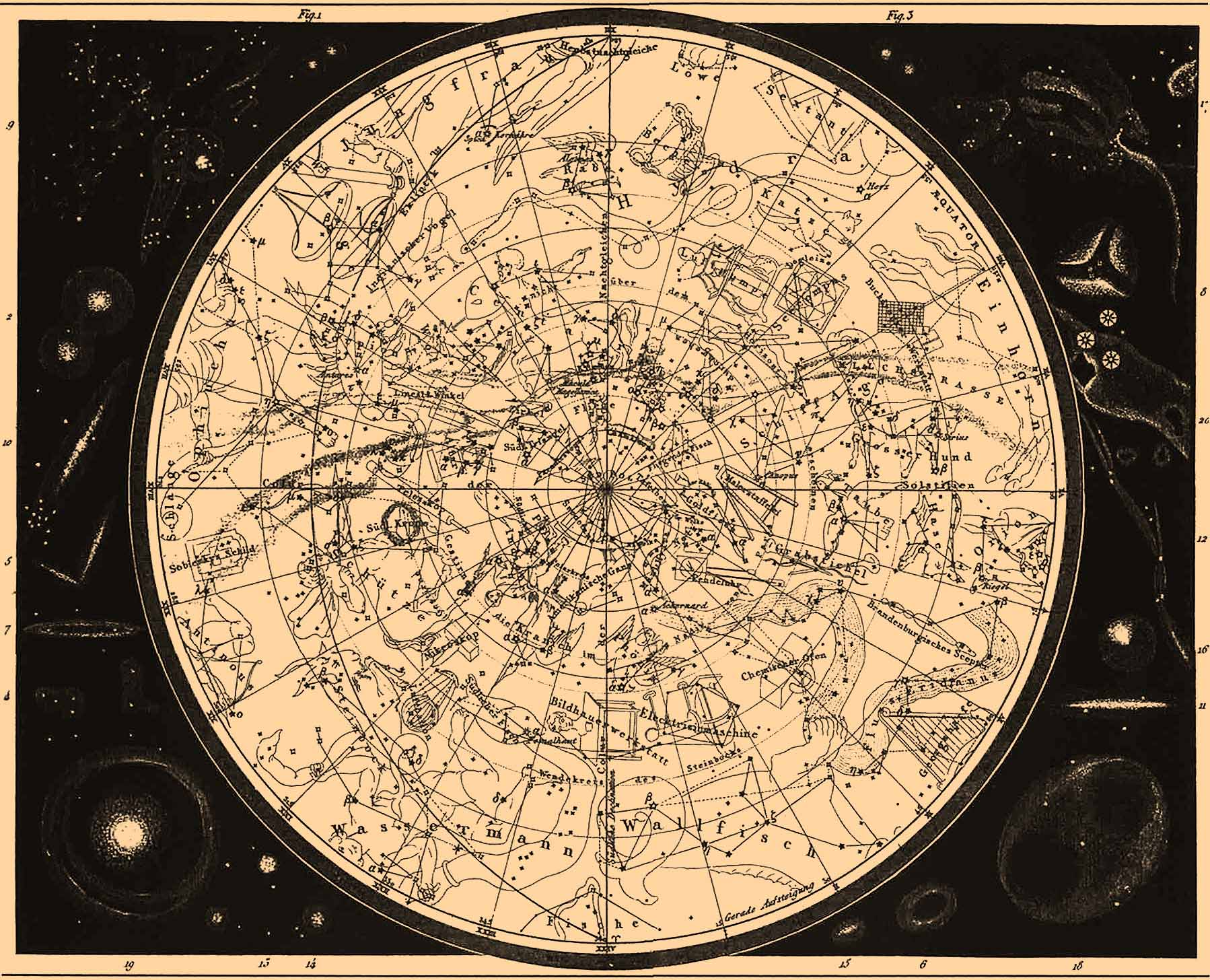
Illustration aus dem Brockhaus-Efron (1890–1907)

Der Südhimmel, Südstern(en)himmel oder südliche Sternenhimmel ist jene Hälfte des Sternenhimmels, die südlich des Himmelsäquators liegt und somit alle Punkte mit negativer Deklination umfasst (→ Äquatoriales Koordinatensystem). Vom Südpol aus kann der Südhimmel ganz überblickt werden; je weiter nördlich der Beobachtungsort, desto weniger ist von ihm sichtbar.

## Sichtbarkeit von Fixsternen
Bei guten Sichtbedingungen umfasst der Südhimmel über 2.000 freiäugig sichtbare Fixsterne, bei Verwendung eines Feldstechers etwa 20.000 bis 40.000. In Großstädten sieht man auch bei wolkenlosem Nachthimmel je nach Ausmaß der Luft- und Lichtverschmutzung nur etwa 100 bis 500 Sterne. Die hellsten Sterne sind alle größer als unsere Sonne. Der hellste mit einer scheinbaren Helligkeit von −1,5 mag ist Sirius im Sternbild Großer Hund; er hat doppelten Sonnenradius und ist 8 Lichtjahre entfernt. Auch Canopus und der mit 4 Lichtjahren nächste Stern Toliman (α Centauri) stehen am Südhimmel, allerdings mit rund 60° südlicher Deklination so nahe am Pol, dass beide von Mitteleuropa aus nicht beobachtet werden können.
Der Südhimmel zeigt etwas mehr Sterne als der Nordhimmel, da das Zentrum der Milchstraße etwa 20° südlich des Äquators im Sternbild Schütze liegt. Von den 14 hellsten Sternen 1. Größe (bis 1,0 mag) sind jeweils 7 an Nord- und Südhimmel, jeweils 11 von den 22 hellsten (bis 1,5 mag).

## Himmelssüdpol
Das exakte Zentrum des Südhimmels ist die verlängerte Erdachse, der Himmelssüdpol. Der ihm nächste noch freiäugig sichtbare „Polarstern“ Sigma Octantis (σ Oct) ist ein Stern 5. Größe und hat nur ein Fünfundzwanzigstel der Helligkeit von Polaris, dem Polarstern über dem Nordpol. Deutlicher weisen vier der hellsten Sterne auf die Lage des Südpols hin, von dem sie 27–30° entfernt sind: Die Sterne Gacrux und Acrux im Kreuz des Südens zeigen direkt zum Pol, während Alpha Centauri und Beta Centauri fast rechtwinklig dazu auf Gacrux zeigen. Sie sind von geringen geographischen Breiten der Südhalbkugel aus am besten im dortigen Herbst sichtbar.

## Sternbilder und Galaxien

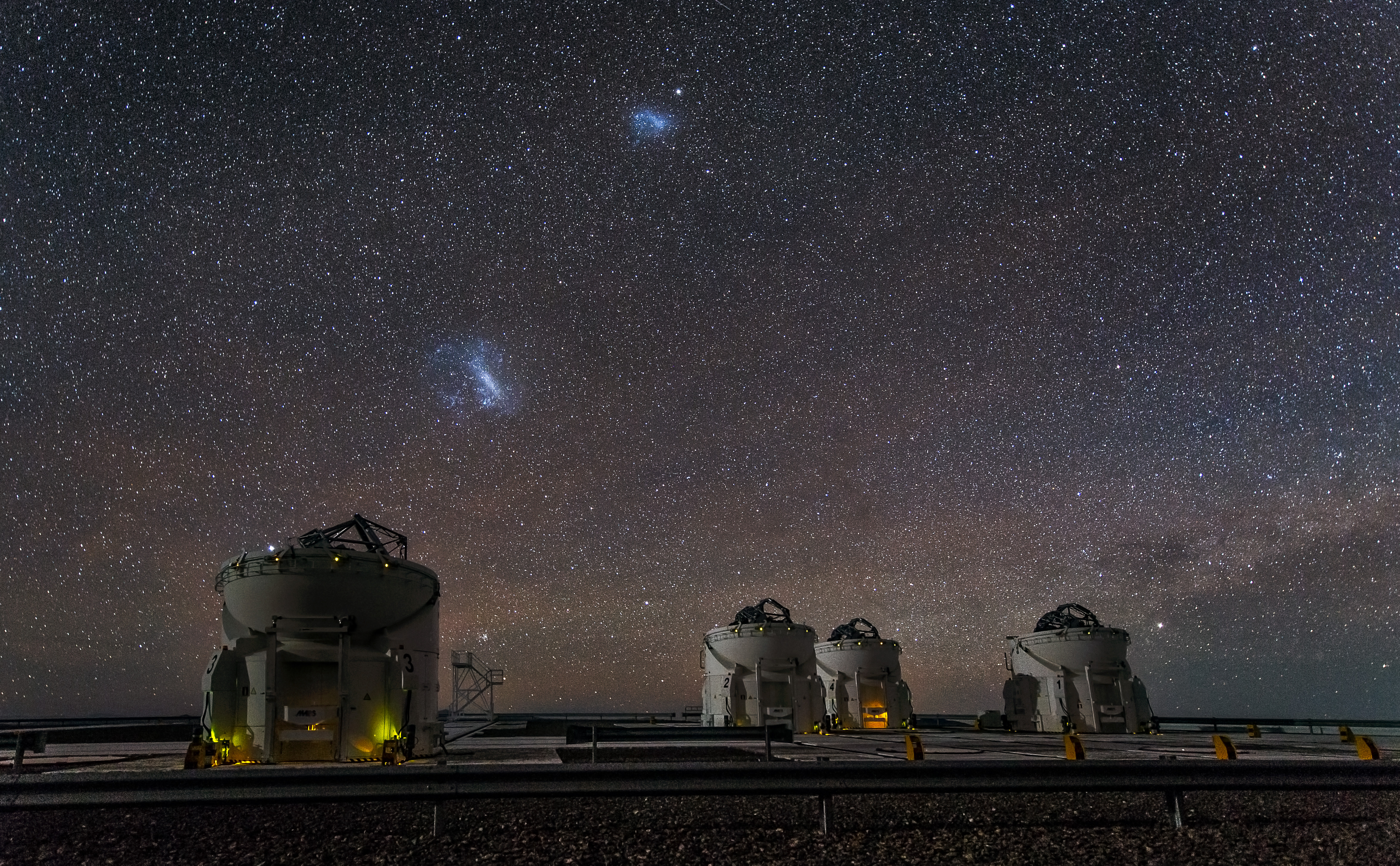
Die Magellanschen Wolken sichtbar am Südhimmel mit dem Paranal-Observatorium der ESO

Bemerkenswert sind außer den Sternbildern Zentaur, Kreuz des Südens, Schiff Argo und Skorpion auch die zwei Magellanschen Wolken, bei denen es sich um Zwerggalaxien handelt, die die Galaxis (Milchstraße) begleiten. Am Übergang zum Nordhimmel über den Himmelsäquator reichend liegt das bekannte Sternbild Orion. Auf der Nordhalbkugel steht es im Winter im Süden, und somit gleichzeitig von der Südhalbkugel aus betrachtet im dortigen Sommer im Norden.
Während am Äquator eine Hälfte vom Südhimmel und eine vom Nordhimmel sichtbar wird, können in südlichen höheren Breiten wie Südafrika oder Australien rund zwei Drittel, am südlichsten Ort Südamerikas mehr als 80 Prozent überblickt werden. Am Südpol ist der Südhimmel ganz zu sehen.